# Рима
Рима или слик је реч грчког порекла која означава гласовно подударање слогова на крају стихова, најчешће у лирским песмама. Њена функција и значење се разликују у зависности од песничке епохе или школе. Са књижевнотеоријског аспекта, рима се може поделити на неколико врста.

## Функција риме
Осим своје основне улоге да ствара структуру песме који је пријатна за слушање, рима је саставни део песничког ритма. Она означава и наглашава крај стиха, и ствара специфичне звуковне ефекте, што доприноси мелодији песме. Такође појачава унутрашњу повезаност и јединство строфа. Симетричност стихова се постиже захваљујући рими. Она доприноси емоционално-смисаоном значењу песме (на пример, приликом исказивања укрштености или паралелности осећања, потребе за нежношћу).

## Историја риме
Још пре настанка писане речи, рима се користила у усменој књижевности првих људских заједница. Пошто је олакшавала памћење различитих предања, често су је користили бардови и песници, приликом преношења историјских и културних аспеката своје цивилизације млађим генерацијама. У средњем веку рима је била главна особина стиховног израза. Током епохе симболизма, крајем 19. века, рима се почела третирати на флексибилнији начин. Римоване речи се више нису морале строго слагати у гласовима и акценту. То значи да се врши слободније фонолошко грађење риме, примењује необавезност у њеној употреби, чиме се нарушава њена звуковна идентичност и доследност, те граде њени нови облици. Деканонизација риме се наставила и током 20. века, и поделила у два правца. Први се залагао за смањење хомофоније, што је значило да се различитост у гласовном склопу римованих речи више разликовао. Други правац се заснивао на ставу да не треба постојати законитост употребе риме, те је она добила већи степен необавезности.

## Врсте рима

### Правилна, чиста и богата рима
- Код правилне риме се подударају наглашени вокали речи, као и сви остали гласови, који следе после наглашеног вокала.

| „                                       | Болна лежи, а нас вара нада Оздравиће, оздравиће млада! | ” |
| — Јован Јовановић Змај, „Ђулићи увеоци“ |                                                         |   |

- Чиста рима настаје ако се подударају и акценти наглашених вокала.

| „                      | Много ми пута дрхташе груди, Много ми срца цепаше људи,... | ” |
| — Ђура Јакшић, „Поноћ“ |                                                            |   |

- Рима је богата ако подударање почиње и пре наглашеног вокала.

| „                                     | Около жуте лојане свијеће, Ми, дјеца, сјели, кô какво вијеће, ... | ” |
| — Алекса Шантић, „Претпразничко вече“ |                                                                   |   |

### Мушка, женска и дактилска рима
Код мушке риме, подударање је само у једном слогу (нпр. свет-цвет), код женске у два (гасе-красе, личе-диче), а код дактилске у три (младости-радости).

### Парна, укрштена и обгрљена рима
- Код парне риме се римују два узастопна стиха, по шеми 1a, 2a, 3b, 4b (истим словима су обележене речи које се римују).

| „                                        | То су збори, то су гласи Којима се прошлост краси, Што продиру кроз свет мрачни Са гробова оних зрачни‘... | ” |
| — Јован Јовановић Змај, „Светли гробови“ | |   |

- Код укрштене риме се римују први и трећи, односно други и четврти стих, по шеми 1a, 3b, 2a, 4b.

| „                         | И сад у цркви, на каменом стубу, У искићеном мозаик-оделу, Док мирно сносиш судбу своју грубу, Гледам те тужну, свечану, и белу; | ” |
| — Милан Ракић, „Симонида“ | |   |

- Код обгрљене риме се римују први и четврти, односно други и трећи стих, по шеми 1a, 2b, 3b, 4a.

| „                      | Над острвом пуним чемпреса и бора, Младо крупно сунце пржи, пуно плама; И трепти над шумом и над обалама Слан и модар мирис пролетњега мора. | ” |
| — Јован Дучић, „Подне“ | |   |